# Vesterport Station
Vesterport Station er en S-togsstation på Boulevardbanen i Københavns Indre By, beliggende mellem Vester Farimagsgade og Hammerichsgade. Stationen har navn efter byporten Vesterport, der lå i nærheden. Samtlige S-togs-linjer på nær linje F standser på Vesterport, der således er et knudepunkt i S-togs-trafikken. Den er Danmarks syvende største station.
Der er kun perron ved de to S-togs-spor, mens fjerntogssporene passerer forbi øst herfor. Stationen ligger blot 500 meter fra Københavns Hovedbanegård, men udmærker sig ved nærheden til Strøget og Rådhuspladsen. 

## Historie
Stationen er tegnet af Statsbanernes overarkitekt K.T. Seest og blev indviet 15. maj 1934 samtidig med åbningen af S-banen mellem Københavns Hovedbanegård og Hellerup. Stationen ligger i en åben banegrav med en øperron under gadeplan. Stationsbygningen, der ligger i sydenden, er udført i jernbindingsværk med pudsede mure og stålvinduer. Mod gaden er bygningen karakteriseret ved sine to buede facader med store, gennemgående vinduesbånd. Oprindeligt var der både kiosk og billetsalg; ved en senere renovering er dette ændret, så stationen i dag kun rummer en 7-Eleven. Der er tillige adgang til perronerne via en trappe i nordenden. Trappen blev bygget i 1970'erne, efter man i 1969 havde afskaffet billetkontrollen på stationerne til fordel for stikprøvekontrol i togene og således lettere kunne tilbyde flere adgangsveje til stationerne. 
Vesterport Station var som den første jernbanestation i Danmark udstyret med en rulletrappe, der skiftevis rullede op og ned. I dag er der to rulletrapper på stedet.

### Fredninger
Bygningen blev senest restaureret i 2002-2003, mens rækværk, broer og banegravsvægge senest er renoveret i 2010. I 2004 blev stationsbygningen fredet af Det Særlige Bygningssyn, men beslutningen om fredning blev året efter omgjort efter indsigelse fra DSB til daværende kulturminister Brian Mikkelsen. DSB var bekymrede for, om den kunne være til hinder for en fremtidig modernisering af stationen samt en eventuel overdækning af banegraven. Kulturarvsstyrelsen besluttede imidlertid atter at frede bygningen i oktober 2012. Igen denne gang under protester fra DSB.

### Fremtid
Som følge af et potentielt fremtidigt højhusprojekt, hvor der overvejes opførelse af højhuse over dele af banegraven, er der mulighed for at Vesterport Station bliver overdækket, og Palads nedrevet.

## Busterminal
På Vester Farimagsgade ligger fire stoppesteder:
- 17 mod København Syd st.
- 37 mod Amagerværket
- 68 mod Lyngby st.

På Ved Vesterport ligger tre stoppesteder:
- 31 mod Vanløse, Ålekistevej; 31 mod Kastrup st.
- 26 mod Bellahøj; 26 mod Skuespilhuset

På Hammerichsgade ligger ét stoppested:
- 17 mod København Syd st.; 37 mod Refshaleøen; 68 mod Bella Center st.

## Galleri
- Stationsbygningen med trappehus.
- Stationen ligger i banegraven langs med Vester Farimagsgade.
- Filial af Gasoline Grill på perronen.
- Murbuerne er jævnligt udsat for hærværk.
- Nordenden af perronen.
- Stationen set fra Vandværksviadukten.

## Antal rejsende
Ifølge Østtællingen var udviklingen i antallet af dagligt afrejsende med S-tog:
| År   | Antal  | År   | Antal  | År   | Antal  | År   | Antal  |
| ---- | ------ | ---- | ------ | ---- | ------ | ---- | ------ |
| 1957 | 8.810  | 1974 | 10.866 | 1991 | 16.919 | 2001 | 13.906 |
| 1960 | 9.201  | 1975 | 11.458 | 1992 | 16.229 | 2002 | 13.906 |
| 1962 | 9.134  | 1977 | 11.570 | 1993 | 15.887 | 2003 | 11.711 |
| 1964 | 9.755  | 1979 | 16.275 | 1995 | 15.842 | 2004 | 11.444 |
| 1966 | 9.530  | 1981 | 15.995 | 1996 | 15.595 | 2005 | 10.562 |
| 1968 | 10.626 | 1984 | 17.516 | 1997 | 14.485 | 2006 | 13.050 |
| 1970 | 11.017 | 1987 | 15.854 | 1998 | 15.018 | 2007 | 10.769 |
| 1972 | 11.616 | 1990 | 16.138 | 2000 | 15.161 | 2008 | 11.678 |